# Club Deportivo Honduras Progreso
Le Club Deportivo Honduras Progreso est un club hondurien de football basé à El Progeso.

## Histoire
Le club évolue en première division de 1965 à 1970, puis à compter de 2014. Il remporte le titre lors du championnat d'ouverture 2015 et participe à la Ligue des champions de la CONCACAF.